# Edward Kerrison (2e baronnet)
Edward Clarence Kerrison, 2e baronnet (2 janvier 1821 - 11 juillet 1886) est un homme politique du Parti conservateur britannique et député de l'arrondissement d'Eye.

## Biographie
Il est le fils aîné du général Edward Kerrison (1er baronnet) et de son épouse Mary Martha Ellice. Il est né à The Wick, Brighton en 1821.
Il épouse Caroline Margaret Fox-Strangways, fille de Henry Fox-Strangways (3e comte d'Ilchester), le 23 juillet 1844, mais n'ont pas d'enfants.
Il succède à son père en 1852 comme député de l'arrondissement d'Eye et comme baronnet l'année suivante. Il représente Eye jusqu'en 1866, date à laquelle il démissionne pour se présenter avec succès comme candidat conservateur lors d'une élection partielle dans East Suffolk, bien qu'il ait démissionné l'année suivante.
Il rejoint le conseil d'administration du Great Eastern Railway en tant que vice-président en 1866.
Décrit comme un "grand ami des ouvriers agricoles", il participe également à la construction d'une branche de chemin de fer à Eye. Il est décédé à Brome Hall, Suffolk en 1886, et la baronnie s'éteint.